# Леричи
Лѐричи (на италиански: Lerici, на местен диалект Lèrze, Лерзе) е град и община в северозападна Италия, провинция Специя, регион Лигурия. Разположен е на брега на Лигурското море, в Специйския залив. Населението на общината е 10 017 души (към 2011 г.).